# Чекулаев, Юрий Владимирович
Юрий Владимирович Чекулаев (8 августа 1926; ГССР, Грузия, Тбилили — 20 января 1991; Москва) — советский, российский и грузинский актёр кино. Мастер озвучивания и дубляжа.

## Биография
Юрий Чекулаев родился 8 августа 1926 года в Тбилиси.
Актёрское образование получил под руководством В. В. Ванина во ВГИКе.. После окончания в 1949 году вместе с супругой, актрисой Зоей Васильковой выступал в составе театра группы Советских войск в Китайской Народной Республике с 1950 по 1952 год, после чего в течение года был исполнителем в Театре-студии киноактёра . После очередного периода работы в составе театра группы советских войск, на этот раз с 1953 по 1955 год в Польской Народной Республике, он на два года вернулся в театральную студию, а затем с 1957 по 1959 год — в составе театра группы советских войск в ГДР. Затем до 1989 года — актёр Киностудии им. Горького.
Дебютировал в кино в двухсерийном военном фильме «Сталинградская битва» (1948-1949). В общей сложности Чекулаев предстал перед камерой в 67 проектах, последний раз в 1990 году в «Живая мишень» («Микс Живая») и «Мария Магдалина» («Мария Магдалина»).
Однако Чекулаев чаще работал актёром озвучивания, в том числе у Дж. Энтони Хьюза.
Ушел из жизни 20 января 1991 в возрасте 64 лет. Похоронен на 282-м участке Хованского (Северного) кладбища в Москве.

## Личная жизнь
- Жена — Зоя Василькова (1926—2008), актриса.  Развелись в 1965 году.
  - Сын — Андрей Юрьевич Васильков.
    - Внучка Анна (род. в 1994 г.)

## Фильмография
- 1990 год — «Мария Магдалина» — охранник проходной порта
- 1990 год — «Живая мишень» − Шир-Мамед
- 1989 год — «Имя» − эпизод
- 1988 год — «На помощь, братцы!» − Старший Боярин
- 1987 год — «Поражение» − председатель
- 1986 год — «На златом крыльце сидели…» − Мастер-кузнец
- 1985 год — «Корабль пришельцев» − пассажир самолёта
- 1984 год — «Шутки в сторону» − повар в вагоне-ресторане
- 1983 год — «Ученик лекаря» − Кавас
- 1982 год — «Там, на неведомых дорожках…» − боярин
- 1981 год — «Чёрный треугольник» − эпизод
- 1981 год — «Россия молодая» − капитан галеры
- 1981 год — «Похищение века»
- 1981 год — «Остаюсь с вами» − пассажир трамвая
- 1980 год — «Дом на Лесной» − Иннокентий Федотович
- 1978 год — «Молодость с нами» − профессор Румянцев
- 1978 год — «Замурованные в стекле»
- 1976 год — «Принцесса на горошине» − Король
- 1975 год — «Ералаш» − выпуск № 3, сюжет "Интересная книга" − пассажир
- 1975 год — «Честное волшебное» − Кремень
- 1974 год — «Птицы над городом» − папа Кузнецовой
- 1973 год — «Капля в море» − доктор наук
- 1972 год — «Ураган в долине» − Потемкин
- 1971 год — «Если ты мужчина…» − муж Люси
- 1970 год — «Два дня чудес» − водитель
- 1969 год — «Две улыбки» (киноальманах)
- 1969 год — «Весёлое волшебство» − экскурсовод
- 1968 год — «Щит и меч» − дрессировщик собак
- 1968 год — «Переходный возраст» − дядя Володя
- 1968 год — «Фитиль» (короткометражный) "Хам"
- 1968 год — «Пассажир с «Экватора»» − мистер Пипп
- 1968 год — «Наши знакомые» − клиент парикмахерской
- 1967 год — «Разбудите Мухина!» − Клавдий
- 1967 год — «Эта твердая земля» − эпизод
- 1966 год — «Фитиль» (короткометражный) − прохожий
- 1966 год — «Сказка о царе Салтане» − спальник
- 1966 год — «Серая болезнь» − директор института
- 1966 год — «Волшебная лампа Аладдина» − Мустафа
- 1965 год — «Чистые пруды» − доктор
- 1965 год — «Чёрный бизнес» − мистер Вестон
- 1965 год — «Дети Дон Кихота» − тамада на юбилее
- 1965 год — «Война и мир» — Иван Васильевич Несвицкий
- 1964 год — Сказка о потерянном времени − шофер
- 1964 год — «Морозко» − разбойник
- 1964 год — «Тишина» − муж Нины
- 1963 год — «Сгорел на работе» (короткометражный)
- 1963 год — «Коротко лето в горах» − заместитель Устиновича
- 1963 год — «Большие и маленькие» − отец Беспаловой Кати
- 1962 год — «Мой младший брат» − эпизод (нет в титрах)
- 1961 год — «Мишка, Серега и я» − врач медкомиссии
- 1961 год — «Вечера на хуторе близ Диканьки» − Григорий Потёмкин
- 1960 год — «Из Лебяжьего сообщают» (короткометражный) − Наумов
- 1956 год — «Девушка с маяка» − Игорь (главная роль)
- 1956 год — «Без вести пропавший» − американец
- 1953 год — «Серебристая пыль» − друг Аллана

## Дубляж и озвучивание
- Крик дельфина (Бар-Маттай) 1986

- Бармен из «Золотого якоря» (Хаузер) 1985

- Золотоискатели | Gold-diggers, The | Căutătorii de aur (Румыния, ФРГ, Франция) 1985

- Говорит Москва (Борис Петрович, роль Бориса Белякова, (нет в титрах) 1984

- Следователь | Juge, Le (Франция) (Камоа) 1984

- Пари с волшебницей | Bet, The | Rămășagul (Румыния) 1984

- Король Дроздовик | King Thrushbeard | Král Drozdí brada (ФРГ, Чехословакия) 1984

- Второй раз в Крыму, (нет в титрах) 1983

- Сад с призраком | Dārzs ar spoku (Робертсон, роль Ю.Леяскалнса) 1983

- Набат (командир корабля) 1983

- Комета (Геворкян, (нет в титрах)) 1981

- Послезавтра, в полночь | Birisigün, Gecəyarısı… (роль Мелика Дадашева) 1981

- Для любителей решать кроссворды | კროსვორდის ამოხსნის მოყვარულთათვის (полковник Сигуа, роль Баадура Цуладзе) 1980

- Я ещё вернусь | Gözlə məni (Джабар-бек, роль Мелика Дадашева) 1980

- Служа Отечеству (Иван Григорьевич, роль Игоря Михайлова) 1980

- Следствие с риском для жизни | Warning, The | Avvertimento, L' (Италия), (прокурор Весче, роль Джефри Коплстона) (1980)

- Испанский вариант | Spāņu variants (Риббентроп/генерал Гортон, роль Арво Круусемента/роль Антанаса Габренаса, (нет в титрах) 1980

- Дети без матери | बिन मां के बच्चे (Индия) (роль: директор школы) 1980

- Абдулла | Abdullah (Индия), (роль: Санджив Кумар), дубляж 1978

- Театр | Teātris (Майкл Гослин, роль Гунара Цилинского) 1978

- Оазис в огне | Od İçində (Томар-бек, роль Самандара Рзаева), 1978

- Кваркваре (Вашаломидзе, роль Баадура Цуладзе) 1978

- Зелёный остров надежды | იმედის მწვანე კუნძული (Гвалиашвили, Р.Гогинашвили) 1978

- Западня для утки | Past na kachnu (Чехословакия), Иво Рихтер — 1978

- Жандарм и инопланетяне | Gendarme and the Creatures from Outer Space, The | Gendarme et les extra-terrestres, Le (Франция), полицейский (1977)

- Четвёртая высота (оператор, (нет в титрах) 1977

- Ученик эскулапа (роль Шинаги Нацвлишвили) 1977

- Смерть негодяя | Death of a Corrupt Man | Mort d’un pourri (Франция), (Фондари, роль Жюльена Гийомара) 1977

- Козерог-1 | Capricorn One (Великобритания), Холлис Пикер (1977)

- А что, если поесть шпината? | A Nice Plate of Spinach | Což takhle dát si špenát (Чехословакия), (Мленек) 1977

- Поди-ка разберись (киноальманах), «Сельский ухажер», 1976

- Невинный | Innocent, The | Innocente, L' (Италия, Франция), 1976

- Золотые дукаты призрака | Phantom on Horseback, The | Kísértet Lublón (Венгрия) 1976

- Быть лишним | Liekam būt (почтальон) 1975

- Стрелы Робин Гуда | Robina Huda bultas (Вилли, (нет в титрах)) 1975

- Соло для слона с оркестром | Circus in the circus | Cirkus v cirkuse (норвежский член жюри, роль Олдржиха Велена) 1975

- Прощай, полицейский | French Detective, The | Adieu, poulet (Франция), (Пиньоль, роль Пьера Торнада) 1975

- Операция в Стамбуле | Akce v Istanbulu (Чехословакия). Браудер (1975)

- Лихорадка на белой полосе | White Line Fever (США) 1975

- Эликсир молодости | Youth Elixir, The | Elixirul tineretii (Румыния). (Директор музея) 1975

- Блеф | Bluff | Bluff storia di truffe e di imbroglioni (Италия), (Мишель) 1974

- Яд в стакане | Illatos út a semmibe (Венгрия), (каменщик) 1973

- Невинные убийцы | Unschuldige Mörder | Ártatlan gyilkosok (Венгрия) 1973

- Майор Хубаль | Major Hubal | Hubal (Польша) 1973

- Караван (Махмуд, роль Ульмаса Алиходжаева) 1973

- Двое в городе | Two Men in Town | Deux hommes dans la ville (Франция, Италия) 1973

- В пустыне и джунглях | In Desert and Wilderness | W pustyni i w puszczy (Польша), (Калиопули, роль Зигмунта Хобота) 1973

- Белый клык | White Fang | Zanna Bianca (Испания, Италия, Франция), (священник, роль Фернандо Рея) 1972

- Возвращение (Гагик, роль Степана Арутюняна) 1972

- Взрыв | Poseidon Explosion, The | Explozia (Румыния), (Неагу) 1971

- Свадьбы пана Вока | Svatby pana Voka (Чехословакия), (Петр Вок) 1970

- Перстень княгини Анны | Pierścień księżnej Anny (Польша) 1969, 1970

- Десница великого мастера (Пипа, роль Зураба Капианидзе) 1968

- Сайха | Sayha | Saiqa (Пакистан), (Тахир) 1968

- Легенда о снежной женщине | Kaidan yukijorô (Япония), (роль М.Сузуки) 1968

- Кукла | Doll, The | Lalka (Польша), (Станислав Вокульский, роль Мариуша Дмоховского) 1968

- Белые волки | Weisse Wölfe (ГДР, Югославия), Брайд, роль Ханнеса Фишера) 1967

- Шкатулка с сюрпризом | Major and Death, The | Maiorul şi moartea (Румыния), («Турист») 1967

- Шаги сквозь туман | Koraci kroz magle (Югославия), 1967

- Чёрные птицы | Black Birds | Crne ptice (Югославия), 1967

- Храбрый прогульщик | Der tapfere Schulschwänzer (ГДР), (отец Томаса) 1967

- Кто откроет дверь? | Who Is Going to Open the Door? | Cine va deschide uşa? (Румыния), (1967)

- Диверсанты | Demolition Squad, The | Diverzanti (Югославия), 1966

- Утро благоразумного человека | Mornings of a Sensible Youth, The | Diminețile unui băiat cuminte (Румыния), (Штефан, роль Октавиана Котеску), 1966

- Семья священника | Choehagsin-ui ilga | 최학신의 일가 (Северная Корея), Юн Сик, 1966

- Пылающие джунгли | Lửa rừng (ДРВ), Кует Тханг, 1966

- Приключения в загородном доме | Monsieur le president-directeur general (Франция),Фрацер (1966)

- Буря поднимается | Nổi gió (Вьетнам), американский советник, 1964

- Человек, которого нет | Egy ember aki nincs (Венгрия), 1964

- Роза севера | Hvězda zvaná Pelyněk (Чехословакия), (Калоржник, роль Густава Геверле) 1964

- Обвиняемый | Obzalovany (Чехословакия), прокурор, роль Мирослава Махачека 1964

- За мной, канальи! | Mir nach, Canaillen! (ГДР), Кронненберг, 1964

- Водоворот | Вртлог (Югославия), офицер, роль Бранко Плеша, 1964

- Актёр | Comedy Man, The (Великобритания), Томми Морис, роль Денниса Прайса, 1963

- Самолёты не приземлились (1963)

- Разводов не будет | Rozwodów nie będzie (Польша), Тадек, роль Павела Галья, 1963

- Карбид и щавель | Karbid und Sauerampfer (ГДР), 1963

- Инспектор и ночь | Inspector and the Night, The | Инспекторът и нощта (Болгария), Славов, роль Ивана Андонова, 1963

- Вот придет кот | That Cat | Až přijde kocour (Чехословакия), 1963

- Большой город | Mahanagar (Индия), 1962

- Чужой в городе | Sehirdeki yabanci (Турция) 1962

- Медальон с тремя сердцами | Medaljon sa tri srca (Югославия), (Павле), 1962

- Эшелон из рая | Transport from Paradise | Transport z raje (Чехословакия), Мармульштауб, 1961

- Сентиментальная повесть | Sentimental Story, A | Poveste sentimentala (Румыния), (Варлам) 1961

- Прекрасная американка | Belle Americaine, La (Франция), (министр), 1961

- Нюрнбергский процесс | Judgment at Nuremberg (США), (Макс Перкинс, роль Бернарда Кейтса) 1961

- Кто вы, доктор Зорге? | Who Are You, Mr. Sorge? | Qui êtes-vous, Monsieur Sorge? / 映画 スパイ (ФРГ, Италия, Франция, Япония), (Одзаки, роль Акиро Ямаучи) 1961

- Военная музыка | Katonazene (Венгрия) 1961

- Вилла «Сильва» | Fetters | Pouta (Чехословакия)

- Немечек (роль Лудека Мунзара), 1961

- 300 спартанцев | 300 Spartans, The (США), Ксеркс (1961)

- 10000 мальчиков (1960)

- Шесть превращений Яна Пищика | Bad Luck | Zezowate szczęście (Польша), (Касперский, роль Войцеха Семиона) 1960

- Час испытаний | Hochmut kommt vor dem Knall (ГДР), (Гарри Кюритц) 1960

- Хамза (Амиджан, роль Куатбая Абдреимова) 1960

- Стубленские липы | Lindens of Stublen, The | Стубленските липи (Болгария), (Тончо, роль Ивана Братанова) 1960

- Последняя зима | Last Winter, The | Sidste vinter, Den (Дания), Альбах (1960)

- Пласа Уинкуль | Plaza Huincul (Аргентина) (1960)

- Первый урок | First Lesson | Първи урок (Болгария), (брат Пешо, роль Георги Георгиева-Геца), 1960

- На далёкой границе | Area of Menglongsha, The | 勐垅沙 (Китай), Чжан Ли-у (1960)

- Квартира | Apartment, The (США), Санта Клаус (роль Хэла Смита), 1960

- Золотые серьги | Badnam | شرم بات ہے کی (Пакистан), (Дину, роль Алаудина), 1960

- Загон | Enclos, L' (Франция, Югославия), Шеллер, роль Герберта Вохинца (1960)

- Во имя любви | Love of Anuradha | Anuradha (Индия), (Нирмал), 1960

- В логове Беркута | Lin hai xue yuan (Китай) 1960

- Болотная собака | Moorhund, Der (ГДР), Нойман (роль Рольфа Риппергера) 1960

- Бедная улица | Poor Man’s Street | Бедната улица (Болгария), (Дреновский, роль Георги Кишкилова) 1960

- Актёр Йоллер | Näitleja Joller (Тагамаа, роль Аксела Орава) 1959

- Тихим вечером | On a Quiet Evening | В тиха вечер (Болгария), (Антон, роль Любомира Димитрова) 1959

- Сорванец | Kölyök (Венгрия), (Геза Кондор, роль Ференца Зенте) 1959

- Настанет день | Day Shall Dawn, The | Jago Hua Savera (Пакистан), (Касим), 1958

- Участок «Б» | Factory B | Pogon B (Югославия) 1957

- Человек с тысячью лиц | Man of a Thousand Faces (США), (Ирвинг Тальберг) 1956

- Каменные горизонты | Horizontes de piedra (Аргентина), (Суньига), 1956

- Жажда жизни | Lust for Life (США), 1956

- Эта земля наша | Arduna el khadra (ОАР (Египет, Сирия)), Ибрагим, 1953

- Дни любви | Days of Love | Giorni d’amore (Италия, Франция), (Марселино, роль Марчелло Мастроянни) 1952

- Похищение | Únos (Чехословакия), 1942

- Четыре шага в облаках | Four Steps in the Clouds | Quattro passi tra le nuvole (Италия), (Паоло Бьянки, роль Джино Черви) 1941

- Серенада солнечной долины | Sun Valley Serenade (США), (Фил Кори, роль Глена Миллера) 1941

- В старом Чикаго | In Old Chicago (США), (Пэтри О’Лири, роль Энтони Дж. Хьюза) 1937

## Издания
- Справочник Союза кинематографистов СССР 1981 года (сост. Г. Мирнова) // М., БПСК, Московская типография № 6[9]